# Michel Bory
Pour les articles homonymes, voir Bory.
Michel Bory, né le 10 mai 1943 à Lausanne, est un écrivain, romancier, réalisateur, journaliste et éditeur vaudois.

## Biographie
Michel Bory, après des études secondaires à Lausanne, suit les cours de l’école supérieure de journalisme à Paris. Engagé comme journaliste à la Radio suisse romande, il exerce ce métier également à la Télévision suisse romande.
Ayant été l'un des membres fondateurs de l'association de films Plans-Fixes, Michel Bory réalise un long métrage, L'année du renard, ainsi qu'une demi-douzaine de moyens-métrages. 
Parallèlement à ses activités professionnelles, le journaliste écrit de nombreuses pièces radiophoniques et scéniques sous le pseudonyme de Léon Marjory ou sous son propre nom. Il crée le personnage de l'inspecteur Perrin, qui apparaît dans une suite de romans policiers à partir de 1995.

## Filmographie
- 1972 : Le maître-chanteur, réal. scén.
- 1973 : Les onze coups de midi, réal. scén.
- 1974 : L'homme qui regardait passer les trains, réal. scén. dial.
- 1975 : Deux cœurs ou Une histoire en noir et blanc, réal. scén. mont.
- 1976 : Gilles, un air de jeunesse, réal. scén.
- 1978 : Palm-Beach, réal. scén.
- 1980 : L'année du renard, réal. scén. mont.

## Sources
- « Michel Bory », sur la base de données des personnalités vaudoises sur la plateforme « Patrinum » de la Bibliothèque cantonale et universitaire de Lausanne.
- sites et références mentionnés
- Le Matin, 2001/12/26, 1998/12/29
- 24 Heures, 2000/01/14, 2000/12/28
- L'Hebdo, 2007/01/11 p. 72-73
- Freddy Buache, Le cinéma suisse : 1898-1998, Lausanne, 1998